# مسجد صخر ترك
مسجد صخر ترك (بالفارسية: مسجد سنگی ترک) مسجد تاريخي من عهد الدولة الإلخانية، يقع في ترك.